# Anguttara Nikaya
La Anguttara Nikaya, Colección de los Discursos Agrupados Numéricamente es una colección de escritos budistas. Forma parte del Sutta-pitaka del Canon Pali, es decir, de la colección de los antiguos textos budistas escritos en idioma pali que constituye el cuerpo doctrinal y fundacional del budismo Theravāda y que se compone mayoritariamente de los sutras o discursos pronunciados por Buda y, a veces, alguno de sus discípulos más cercanos.
Literalmente significa "discursos agrupados en torno de los factores más lejanos" (del pali anga = "factor" + uttara = "más allá" o "lejano"); es una colección consistente en miles de sutras cortos organizados en once partes o nipatas de acuerdo al número de los tópicos del dharma tratados en cada discurso. Y así, por ejemplo, el primero, Eka-nipata ("El libro de los unos") contiene sutras con un solo tópico, cada uno; el siguiente, Duka-nipata ("El libro de los dos") cuenta con sutras que abarcan dos tópicos del dharma cada uno, etc. 
La cuarta parte de la Sutta-pitaka contiene 9.557 sutras cortos organizados en once partes o nipatas de acuerdo al número de tópicos del dharma tratados en cada discurso. Cada nipata, a su vez, se divide en capítulos o vaggas, las cuales contienen diferente número de sutras de muy variado tamaño. El sistema utilizado aquí, indica con el número romano, al nipata correspondiente, con el número romano pequeño, al vagga y con el número arábico, al sutra (por ejemplo, con "AN IV,viii,7" se señala al sutra número 7 de, capítulo [vagga] 8 de la parte [nipata] 4).
I. El libro de los unos
II. El libro de los dos
III. El libro de los tres
IV. El libro de los cuatro
V. El libro de los cinco
VI. El libro de los seis
VII. El libro de los siete
VIII. El libro de los ocho
IX. El libro de los nueve
X. El libro de los diez
XI. El libro de los once